# Рокита, Ян (богослов)
Ян Рокита (Rokita; умер в 1591) — богослов, родом чех; из-за преследования богемских братьев в Чехии переселился в Польшу, где стоял во главе общин богемских братьев в Голухове и Козьмине, а впоследствии был председателем великопольских их соборов.
В 1570 году Рокита сопровождал посольство, снаряжённое Сигизмундом-Августом к Ивану Грозному, и в Москве имел с царём прение о вере, которое описал на польском языке. Латинский перевод этого описания вошёл в состав сборника Яна (Иоанна) Ласицкого: «De Russorum, Moscovitorum et Tartarorum religione» (Шпейер, 1582]). Русский текст ответа Ивана Грозного был открыт в 1878 году в библиотеке Холмской духовной семинарии; издан А. Н. Демьяновичем в «Холм.-Варшав. Епархиальных Известиях» 1878 года и (по списку А. Н. Попова) в «Чтениях Общ. Истории и Древностей Российских», 1878 года.